# Ammospermophilus nelsoni
Il citello antilope di Nelson o di San Joaquin (Ammospermophilus nelsoni (Merriam, 1893)) è uno scoiattolo appartenente al genere dei citelli antilope (Ammospermophilus). È endemico della valle di San Joaquin nel sud della California. Il suo nome commemora Edward William Nelson.

## Descrizione
Il citello antilope di Nelson raggiunge una lunghezza testa-tronco di circa 23-27 centimetri, ai quali si aggiungono 6,6-7,8 centimetri di coda, e un peso di circa 150 grammi. Il colore del dorso va dal giallastro al marrone-sabbia; su entrambi i lati del corpo corre una singola linea chiara parallela alla colonna vertebrale. Il lato ventrale è di colore da bianco a crema. La coda è grigio-sabbia nella parte superiore e bianco-crema su quella inferiore.

## Distribuzione e habitat
Il citello antilope di Nelson è endemico della valle di San Joaquin nel sud della California. La sua presenza è limitata alla parte centrale e occidentale della valle e si estende fino alle aree limitrofe del versante interno della Catena Costiera nelle zone delle valli di Cuyama e Panoche e delle pianure di Carrizo e Elkhorn. La distribuzione altitudinale varia da 50 a circa 1100 metri sulla Temblor Range, sebbene gli esemplari siano rari sopra gli 800 metri. Popolazioni consistenti si trovano nella parte occidentale della contea di Kern sulle Elk Hills e nelle pianure di Carrizo e Elkhorn; più a nord se ne trovano a bassa densità sulle Panoche e Kettleman Hills.

## Biologia
Il citello antilope di Nelson vive in regioni caratterizzate da valli pianeggianti e asciutte con pendenze inferiori a 10-14°, vegetazione costituita da prati radi con cespugli isolati e terreno da limoso a sabbioso e ghiaioso, molto duro e secco.
I citelli sono diurni e attivi in ogni periodo dell'anno; riposano nei periodi di caldo estremo e spesso stanno all'ombra di piante e sassi per rinfrescarsi. Grazie alla loro colorazione, si adattano molto bene alla vita nel deserto e, sebbene vivano principalmente a terra, sono in grado di arrampicarsi sui cespugli. Si nutrono principalmente di parti verdi delle piante e di semi che raccolgono nelle tasche guanciali. A seconda della stagione, anche le carogne e gli insetti rappresentano una parte significativa della dieta. Questi animali vivono in tane poco profonde e talvolta complesse, dotate di diverse uscite, per cui di solito occupano le tane abbandonate dei ratti canguro. A causa dell'aridità degli habitat in cui vivono, la loro densità è solitamente bassa, ma all'interno delle colonie l'attività di scavo e movimento del terreno ad opera dei citelli antilope e di altri piccoli mammiferi può portare ad un significativo miglioramento della qualità del suolo. Il raggio di attività, indipendentemente dal sesso, copre un'area di circa 4,4 ettari. La comunicazione avviene tramite fischi brevi e profondi rispetto a quelli di altri citelli antilope, che vengono utilizzati come richiami di allarme. Altrimenti, questi animali sono molto silenziosi ed emettono solo richiami delicati. Si spostano correndo velocemente avanti e indietro con la coda arrotolata sul dorso, rimanendo immobili in caso di potenziale pericolo o se disturbati da suoni improvvisi.
La stagione degli amori ha luogo a fine inverno e primavera. I piccoli nascono nella tana a marzo dopo un periodo di gestazione di 26 giorni; ogni cucciolata è costituita da un numero variabile da sei a undici piccoli, mediamente nove. I giovani lasciano la tana materna ad aprile, quando le piogge primaverili portano ad un aumento della crescita delle piante. Il tasso di mortalità è molto alto: più dell'80% dei citelli muore durante il primo anno di vita. Tra i predatori principali vi sono il tasso americano (Taxidea taxus), le volpi, i coyote e i rapaci.

## Tassonomia
Il citello antilope di Nelson viene classificato come specie indipendente all'interno del genere Ammospermophilus, che comprende quattro specie. La prima descrizione scientifica come Spermophilus nelsoni venne effettuata nel 1893 da Clinton Hart Merriam sulla base di individui provenienti dalla zona di Tipton, contea di Tulare, nella valle di San Joaquin, in California. Nel 1909 la specie venne trasferita da Marcus Ward Lyon e Wilfred Hudson Osgood nel genere Ammospermophilus, istituito da Merriam nel 1862. La specie sembra essere strettamente imparentata con il citello antilope del Texas (Ammospermophilus interpres).
Oltre alla forma nominale, non ne vengono riconosciute sottospecie.

## Conservazione
Il citello antilope di Nelson viene classificato dall'Unione internazionale per la conservazione della natura (IUCN) come «specie in pericolo» (Endangered). Tale status trae giustificazione dalla ridottissima superficie dell'areale, inferiore a 5000 km², dalla forte frammentazione dell'habitat e dal crescente degrado delle condizioni di quest'ultimo. Le minacce principali derivano dalla trasformazione dell'habitat in aree agricole e dalla diffusione di specie invasive che coprono il terreno di fitta vegetazione. La specie non è oggetto di caccia, né considerata dannosa per l'agricoltura.
Il numero di esemplari è sconosciuto, ma secondo stime basate su una densità compresa fra tre e dieci animali per ettaro e una superficie dell'areale di circa 41000 ettari si ritiene che la popolazione sia costituita da un numero compreso tra 124000 e 413000 esemplari. La specie è piuttosto comune nel Carrizo Plain National Monument.